# Lotusland

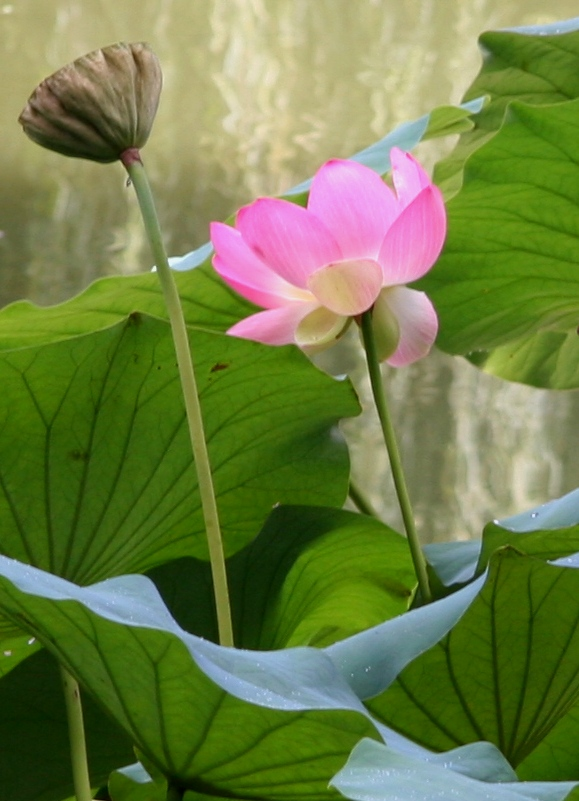
Lotosblüten in Lotusland

Lotusland, auch Ganna-Walska-Lotusland genannt, ist ein 15 Hektar großer Botanischer Garten in Montecito im Süden des US-Bundesstaats Kalifornien.

## Geschichte

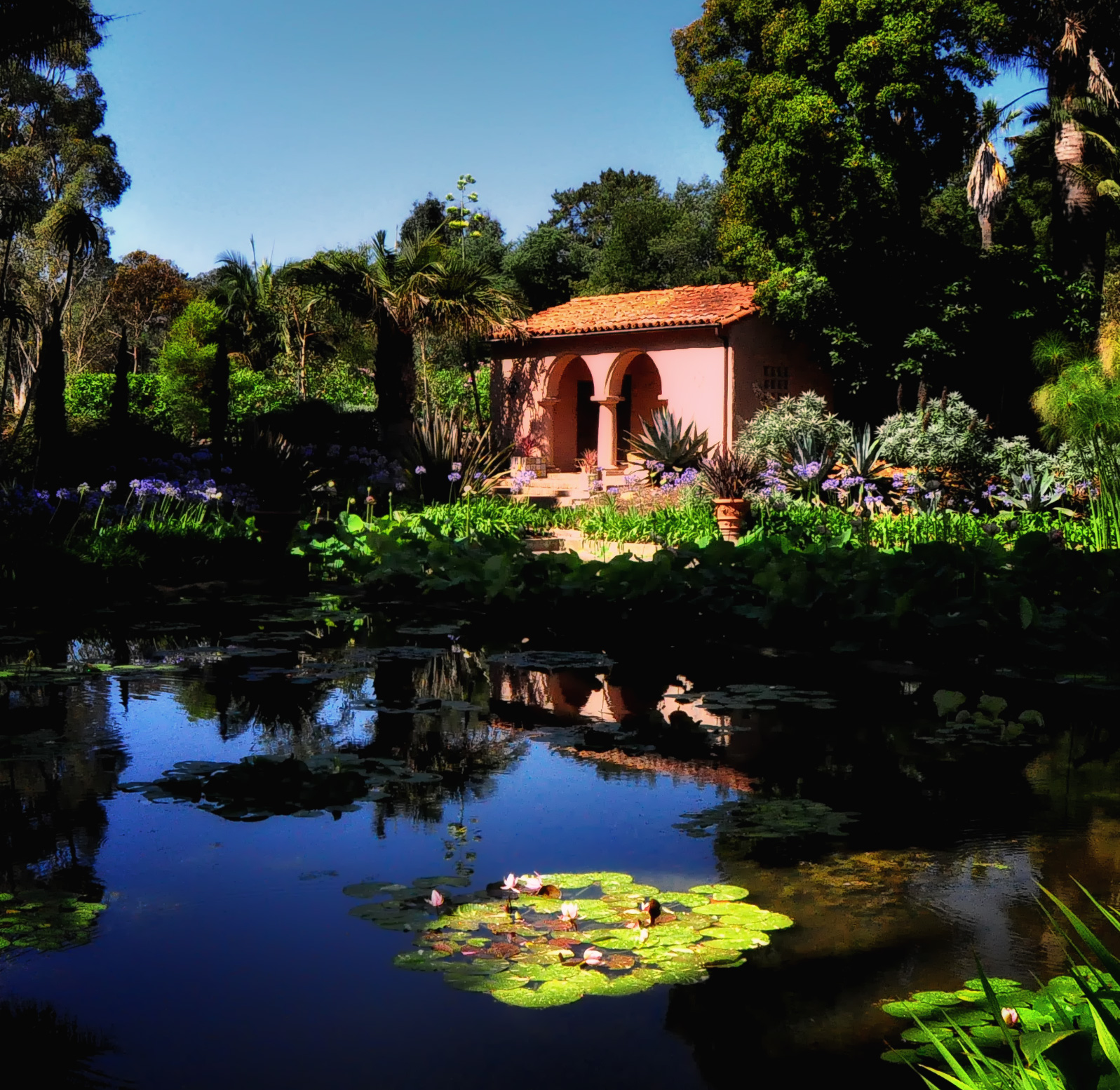
Das Badehaus aus den 1920er Jahren

Ralph Kinton Stevens und seine Frau, Caroline Lucy, kauften das Land im Jahr 1882 und nannten das Anwesen Tanglewood. Das zu den ersten Plantagenbesitzern im Santa Barbara County gehörende Ehepaar gründete eine Zucht für Zitronen und Palmengewächse, später auch andere tropische Pflanzen.
Im Jahr 1916 wurde das Anwesen an die aus Albany stammende Familie Gavit verkauft und in Cuesta Linda umbenannt. Ihr Architekt, Reginald Davis Johnson, entwarf um 1919 Landschaftselemente und Gartenstrukturen im mediterranen Revival Stil. In den Jahren zwischen 1921 und 1927 zeichnete sich der Architekt George Washington Smith für die Entwürfe weiterer Gebäude sowie die markanten Mauern des Anwesens im spanischen Kolonial Revival Stil aus.
1941 erwarben Theos Casimir Bernard (1908–1947) und seine Frau Ganna Walska (1887–1984), eine polnisch-US-amerikanische Gesellschaftsdame, Sängerin und Gartenenthusiastin, das Gelände und nannten es 1946 in Lotusland um. Nach dem Tod ihres Mannes widmete sich Ganna Walska über vier Jahrzehnte der Gestaltung ihres Gartens. Sie hatte weder eine Ausbildung als Gärtnerin noch ein botanisches Wissen, sondern erschuf den Garten in Zusammenarbeit mit Fachleuten wie Peter Riedel, Lockwood DeForest, Ralph Stevens und Joseph Knowles, nicht ohne selbst Hand anzulegen. Um Pflanzen für ihren Garten kaufen zu können, verkaufte sie wertvollen Schmuck. Insgesamt sind in Lotusland 3.200 verschiedene Pflanzenarten zu sehen, mit einem Schwerpunkt auf nicht-blühenden Pflanzen. Reese: „In Lotusland übertrug sie Aspekte dessen, was Oper ausmacht – Inszenierung, Dramatik, Schönheit – in die Gartenkunst.“

## Die Gärten (Auswahl)
Ganna Walska legte in Lotusland unterschiedlich ausgeprägte Gärten von außergewöhnlichen Design und künstlerischer Kreativität mit botanischer und gärtnerischer Tiefe an. So gibt es heute zum Beispiel eine große Sammlung seltener Palmfarne mit einigen nicht mehr in ihrem natürlichen Lebensraum vorkommenden Arten.

### Blauer Garten
Der Blaue Garten zeigt Pflanzen mit silbrigem bis blaugrauem Laub, unter anderem Echter Schaf-Schwingel, Honigpalme, Kampferbaum, Libanon-Zeder, Neuguinea-Araukarie, Queensland-Araukarie, Queensland-Kaurifichte sowie Brahea armata und Senecio mandraliscae.

### Bromelien-Garten
Im Bromelien-Garten sind neben den namensgebenden Bromelien auch Dattelpalmen, Elefantenfuß sowie Quercus agrifolia und Trithrinax brasiliensis gepflanzt.

### Farn-Garten
Im Farn-Garten kommen neben Geweih- und australische Baumfarnen auch die Schatten liebende Pflanzen wie Engelstrompeten, Pritchardia und Zantedeschien vor.

### Japanischer Garten
Der kleine Shintō-Schrein im Japanischen Garten ist von Azaleen, Blauregen, Fächer-Ahorn, Kamelien, Küstenmammutbaum, Sicheltanne und mehreren im Niwaki-Stil beschnittenen Kiefernarten umgeben.

### Kaktus-Garten
Die 1929 von Merritt Dunlap begonnene Sammlung von Säulenkakteen umfasst heute über 500 Pflanzen aus etwa 300 verschiedenen Arten von Kakteengewächsen wie Armatocereus aus Peru, Fouquieria columnaris, Opuntien von den Galapagos-Inseln und Weberbauerocereus.

### Palmfarn-Garten
Im Palmfarn-Garten sind mehr als 900 Exemplare von Palmfarnen aus neun der elf lebenden Gattungen und mehr als die Hälfte der bekannten Arten vertreten.
Dazu gehören drei Exemplare von der in der Wildnis KwaZulu-Natals ausgestorbenen Art Encephalartos woodii.

### Schmetterlingsgarten
Der Schmetterlingsgarten beherbergt Blütenpflanzen, die Schmetterlingen und anderen Insekten entweder als Futterpflanzen für die Raupen oder als Nährpflanze für die erwachsene Imago dienen.

### Sukkulenten-Garten
Im Sukkulenten-Garten wachsen neben Madagaskarpalmen auch Arten aus den Gattungen Aeonium, Bogenhanf, Echeveria, Fouquieria, Haworthia, Kalanchoe und Palmlilien.

### Wasser-Garten
Im Wasser-Garten sind Echter Papyrus, Indische Lotosblume, Seerosengewächse, Taro und Zuckerrohr zu sehen.

### Sammlungen
- Rund einhundert Obstbäume, zum Beispiel Apfel, Birne, Kaki, Pfirsich, Pflaume und Oliven aus den 1880er Jahren
- Zitruspflanzen: Grapefruit, Guave, Kumquats, Limetten, Orangen, Zitronen